# Russell (cràter)
Russell són les restes inundades de lava d'un cràter d'impacte de la Lluna. Es troba a la part occidental de l'Oceanus Procellarum, prop dels llimbs lunar occidental. Com a resultat, presenta una forma oblonga degut a l'escorç. Al sud-sud-oest de Russell, la zona en comú amb el cràter Struve ha desaparegut sota la lava, i les vores dels dos cràters formen un contorn en forma de vuit amb una àmplia bretxa on s'uneixen. A l'est de Russell es troba Briggs, i al sud-est, adjacent a Struve, apareixen les restes inundades de lava d'un cràter anomenat Eddington.

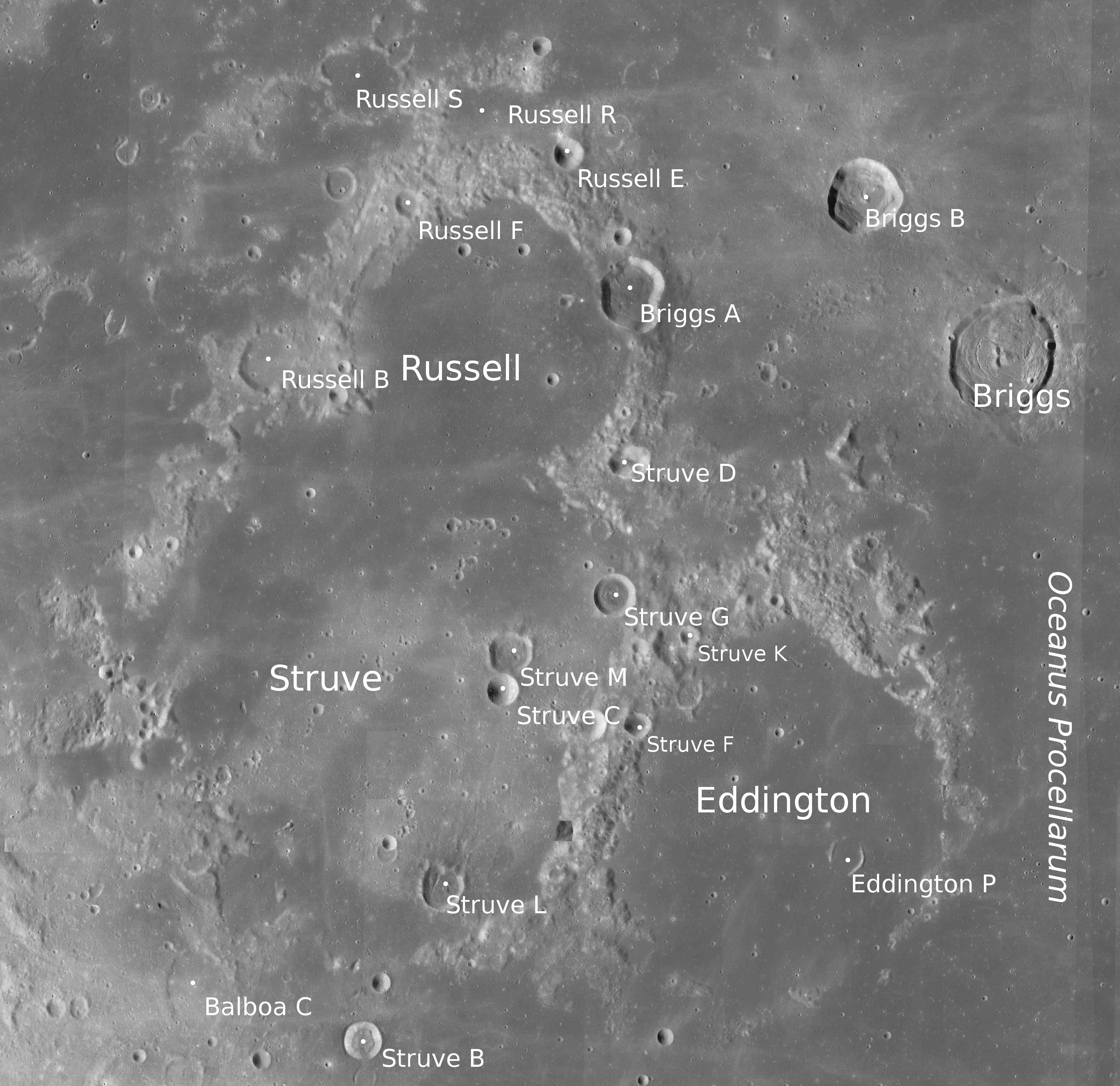
Localització de Russell (centre superior de la imatge)
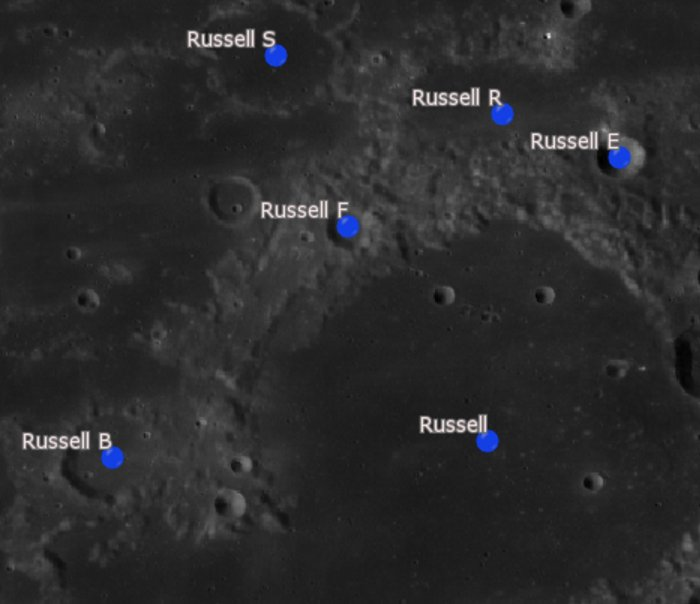
Cràters satèl·lit
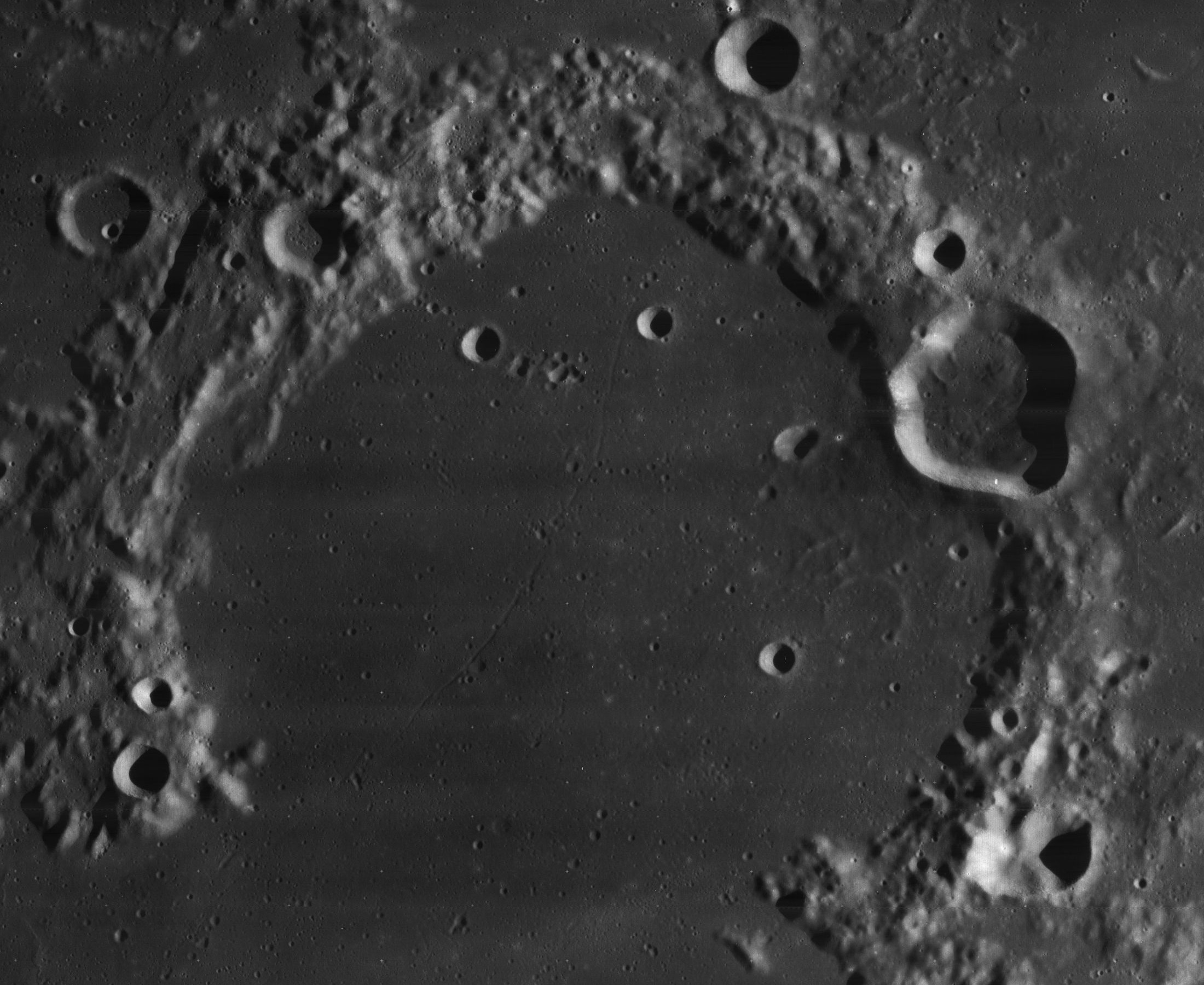
Imatge de la missió Lunar Orbiter 4

La vora de Russell és irregular i apareix molt desgastada, amb múltiples impactes de cràters superposats sobre la paret. El més gran és Briggs A a la vora oriental. Al nord de Russell es localitzen les restes inundades de lava de diversos altres cràters més petits. El sòl inundat de lava de Russell és pla i anivellat, d'acord amb el perfil de la mar lunar circumdant. Manca de pic central.
En el passat Russell va ser designat com a Otto Struve A, perquè se suposava que podia formar part del gran cràter Struve. El cràter Eddington, situat al sud, de vegades també apareix designat com a Otto Struve A en mapes lunars antics.

## Cràters satèl·lit
Per convenció aquests elements són identificats en els mapes lunars posant la lletra en el costat del punt central del cràter que està més proper a Russell.
| Russell | Coordenades                          | Diàmetre |
| ------- | ------------------------------------ | -------- |
| B       | 26° 24′ N, 78° 12′ O / 26.4°N,78.2°O | 19 km    |
| E       | 28° 36′ N, 74° 30′ O / 28.6°N,74.5°O | 9 km     |
| F       | 28° 00′ N, 76° 24′ O / 28.0°N,76.4°O | 9 km     |
| R       | 28° 42′ N, 75° 18′ O / 28.7°N,75.3°O | 45 km    |
| S       | 29° 24′ N, 77° 06′ O / 29.4°N,77.1°O | 25 km    |